# 小行星5141
小行星5141（5141 Tachibana）是一颗围绕太阳公转的小行星。1990年12月16日，關勉在藝西天文台发现了此天体。
該小行星以日本劍道俱樂部「橘」命名。
这颗小行星的绝对星等为181.397447952851等。